# Дипломатически мисии на Малайзия
Това е списък на дипломатическите мисии на Малайзия.
Малайзийското външно министерство е създадено през 1957 г., когато страната получава независимост. Първите служители са 11 британски и австралийски експерти, обучени да работят във външно министерство.
Първите мисии са открити в Лондон, Канбера, Делхи, Джакарта, Банкок и Вашингтон. През 1963 вече има 14 мисии, през 1965 стигат до 21 мисии, а през 2008 г. те са вече 106.

## Европа
- Австрия
  - Виена (посолство)
- Белгия
  - Брюксел (посолство)
- Босна и Херцеговина
  - Сараево (посолство)
- Великобритания
  - Лондон (представителство)
- Германия
  - Берлин (посолство)
  - Франкфурт (генерално консулство)
- Ирландия
  - Дъблин (посолство)
- Испания
  - Мадрид (посолство)
- Италия
  - Рим (посолство)
- Косово
  - Прищина (служба за свръзка)
- Полша
  - Варшава (посолство)
- Румъния
  - Букурещ (посолство)
- Русия
  - Москва (посолство)
- Сърбия
  - Белград (посолство)
- Украйна
  - Киев (посолство)
- Унгария
  - Будапеща (посолство)
- Финландия
  - Хелзинки (посолство)
- Франция
  - Париж (посолство)
- Нидерландия
  - Хага (посолство)
- Хърватия
  - Загреб (посолство)
- Чехия
  - Прага (посолство)
- Швейцария
  - Берн (посолство)
- Швеция
  - Стокхолм (посолство)

## Северна Америка
- Канада
  - Отава (представителство)
  - Ванкувър (генерално консулство)
- Куба
  - Хавана (посолство)
- Мексико
  - Мексико (посолство)
- САЩ
  - Вашингтон (посолство)
  - Лос Анджелис (генерално консулство)
  - Ню Йорк (генерално консулство)

## Южна Америка
- Аржентина
  - Буенос Айрес (посолство)
- Бразилия
  - Бразилия (посолство)
- Венецуела
  - Каракас (посолство)
- Перу
  - Лима (посолство)
- Чили
  - Сантяго де Чиле (посолство)

## Африка
- Алжир
  - Алжир (посолство)
- Гана
  - Акра (представителство)
- Гвинея
  - Конакри (посолство)
- Египет
  - Кайро (посолство)
- Зимбабве
  - Хараре (посолство)
- Кения
  - Найроби (представителство)
- Либия
  - Триполи (посолство)
- Мароко
  - Рабат (посолство)
- Намибия
  - Виндхук (представителство)
- Нигерия
  - Абуджа (представителство)
- Сенегал
  - Дакар (посолство)
- Судан
  - Хартум (посолство)
- ЮАР
  - Претория (представителство)

## Азия
- Бангладеш
  - Дака (представителство)
- Бахрейн
  - Манама (посолство)
- Бруней
  - Бандар Сери Бегаван (представителство)
- Виетнам
  - Ханой (посолство)
  - Хошимин (генерално консулство)
- Източен Тимор
  - Дили (посолство)
- Индия
  - Ню Делхи (представителство)
  - Мумбай (генерално консулство)
  - Ченай (генерално консулство)
- Индонезия
  - Джакарта (посолство)
  - Медан (генерално консулство)
  - Пекан Бару (консулство)
  - Понтианак (консулство)
- Иран
  - Техеран (посолство)
- Йемен
  - Сана (посолство)
- Йордания
  - Аман (посолство)
- Казахстан
  - Алмати (посолство)
- Камбоджа
  - Пном Пен (посолство)
- Катар
  - Доха (посолство)
- Китай
  - Пекин (посолство)
  - Гуанджоу (генерално консулство)
  - Кунмин (генерално консулство)
  - Хонконг (генерално консулство)
  - Сиан (генерално консулство)
  - Шанхай (генерално консулство)
- Кувейт
  - Кувейт (посолство)
- Лаос
  - Виентян (посолство)
- Ливан
  - Бейрут (посолство)
- Мианмар
  - Янгон (посолство)
- Непал
  - Катманду (посолство)
- Обединени арабски емирства
  - Абу Даби (посолство)
  - Дубай (генерално консулство)
- Оман
  - Маскат (посолство)
- Пакистан
  - Исламабад (представителство)
  - Карачи (генерално консулство)
- Саудитска Арабия
  - Рияд (посолство)
  - Джида (генерално консулство)
- Северна Корея
  - Пхенян (посолство)
- Сингапур
  - Сингапур (представителство)
- Сирия
  - Дамаск (посолство)
- Тайван
  - Тайпе (център за търговия и приятелство)
- Тайланд
  - Банкок (посолство)
  - Сонгкхла (генерално консулство)
- Турция
  - Анкара (посолство)
- Узбекистан
  - Ташкент (посолство)
- Филипини
  - Манила (посолство)
  - Давао (генерално консулство)
- Шри Ланка
  - Коломбо (представителство)
- Южна Корея
  - Сеул (посолство)
- Япония
  - Токио (посолство)

## Океания
- Австралия
  - Канбера (представителство)
  - Пърт (генерално консулство)
- Нова Зеландия
  - Уелингтън (представителство)
- Папуа Нова Гвинея
  - Порт Морсби (представителство)
- Фиджи
  - Сува (представителство)

## Междудържавни организации
- - Брюксел - ЕС
  - Женева - ООН
  - Ню Йорк - ООН